# محبران (الشعر)

تعديل مصدري - تعديل

محبران هي إحدى قرى عزلة الوسط بمديرية الشعر التابعة لمحافظة إب، بلغ تعداد سكانها 314 نسمة حسب تعداد اليمن لعام 2004.